# I liga brazylijska w piłce nożnej (1975)
Brazylia 1975
Mistrzem Brazylii został klub SC Internacional, natomiast wicemistrzem Brazylii – klub Cruzeiro EC.
Do Copa Libertadores w roku 1976 zakwalifikowały się następujące kluby:
- SC Internacional (mistrz Brazylii),
- Cruzeiro EC (wicemistrz Brazylii).

W 1975 roku w rozgrywkach I ligi brazylijskiej wzięły udział 42 kluby. Nie było żadnych spadków, a w następnym sezonie I liga liczyła 54 kluby.

## Campeonato Brasileiro Série A 1975

### Uczestnicy
W mistrzostwach Brazylii w 1975 roku wzięły udział 42 kluby – najlepsze w mistrzostwach stanowych 1974 roku.
Stan Alagoas reprezentował 1 klub: CS Alagoano.
Stan Amazonas reprezentowały 2 kluby: Nacional FC, Rio Negro Manaus.
Stan Bahia reprezentowały 2 kluby: EC Bahia, EC Vitória.
Stan Ceará reprezentowały 2 kluby: Ceará SC, Fortaleza.
Dystrykt Federalny reprezentował 1 klub: CEUB EC.
Stan Espírito Santo reprezentował 1 klub: Desportiva Cariacica.
Stan Goiás reprezentowały 2 kluby: Goiânia, Goiás EC.
Stan Maranhão reprezentował 1 klub: Moto Club de São Luís.
Stan Mato Grosso reprezentował 1 klub: EC Comercial.
Stan Minas Gerais reprezentowały 3 kluby: América Mineiro, Atlético Mineiro, Cruzeiro EC.
Stan Pará reprezentowały 2 kluby: Paysandu SC, Clube do Remo.
Stan Paraíba reprezentował 1 klub: Campinense Clube.
Stan Parana reprezentowały 2 kluby: Athletico Paranaense, Coritiba FBC.
Stan Pernambuco reprezentowały 3 kluby: Náutico, Santa Cruz FC, Sport Recife.
Stan Piauí reprezentował 1 klub: SE Tiradentes.
Stan Rio de Janeiro reprezentowało 6 klubów: America FC, Americano FC, Botafogo FR, CR Flamengo, Fluminense FC, CR Vasco da Gama.
Stan Rio Grande do Norte reprezentował 1 klub: América Natal.
Stan Rio Grande do Sul reprezentowały 2 kluby: Grêmio Porto Alegre, SC Internacional.
Stan Santa Catarina reprezentował 1 klub: Figueirense FC.
Stan São Paulo reprezentowało 6 klubów: Corinthians Paulista, Guarani FC, SE Palmeiras, Portuguesa, Santos FC, São Paulo.
Stan Sergipe reprezentował 1 klub: CS Sergipe.

### Format rozgrywek
W pierwszym etapie 42 kluby podzielono na 4 grupy – 2 (A i B) po 10 klubów i 2 (C i D) po 11 klubów. Grupy A i B oraz C i D grały ze sobą „na krzyż” – to znaczy kluby z grupy A grały tylko z klubami z grupy B oraz kluby z grupy C grały tylko z klubami z grupy D. Z każdej grupy do następnego etapu awansowało po 5 klubów.
W drugim etapie 20 klubów podzielono na dwie grupy – 1 i 2. Kluby obu grup grały ze sobą „na krzyż”, czyli kluby z grupy 1 grały tylko z klubami grupy 2. Do trzeciego etapu awansowało 6 najlepszych klubów z każdej grupy.
Ponadto o awans do trzeciego etapu ubiegały się 22 kluby, które odpadły w pierwszym etapie. Podzielone zostały na 4 grupy, z których awansowali tylko zwycięzcy.
W trzecim etapie 16 klubów podzielono na dwie grupy (A i B) po 8 klubów. Do półfinału awansowały po 2 najlepsze kluby z każdej grupy.
W półfinale 4 najlepsze kluby z trzeciego etapu zmierzyły się ze sobą „na krzyż” – czyli zwycięzca grupy A grał u siebie z drugim zespołem grupy B oraz zwycięzca grupy B grał u siebie z drugim zespołem grupy A.
Zwycięzcy par finałowych rozegrali jeden mecz decydujący o mistrzostwie Brazylii.

### Pierwszy etap

#### Grupy A i B
Kluby z grupy A grały tylko z klubami grupy B (i na odwrót).

##### Mecze chronologicznie
| Data                | Mecz |
| ------------------- | --- |
| 20 sierpnia 1975    | Fluminense FC – Coritiba FBC 0:1 Maisena                                                                    |
| 20 sierpnia 1975    | Athletico Paranaense – Botafogo FR 2:1 Buiăo (2) – Nílson                                                   |
| 20 sierpnia 1975    | Corinthians Paulista – America FC 1:0 Adílson                                                               |
| 20 sierpnia 1975    | Moto Club de São Luís – Paysandu SC 4:3 Carlos Alberto (2), Luís Augusto, Riba – Marciano (2), Valdir       |
| 20 sierpnia 1975    | Fortaleza – América Mineiro 2:0 Zé Raimundo, Luisinho                                                       |
| 20 sierpnia 1975    | Rio Negro Manaus – SE Tiradentes 1:1 Jorge Nobre – Sima                                                     |
| 21 sierpnia 1975    | SE Palmeiras – Guarani FC 1:1 Eurico – Ziza                                                                 |
| 23 sierpnia 1975    | Botafogo FR – Paysandu SC 2:1 Fischer, Valtencir – Marciano                                                 |
| 24 sierpnia 1975    | SE Palmeiras – Fluminense FC 3:1 Nei, Mário, Leivinha – Marco Antônio                                       |
| 24 sierpnia 1975    | Fortaleza – Athletico Paranaense 2:1 Haroldo, Geraldino – Vaquinha                                          |
| 24 sierpnia 1975    | Rio Negro Manaus – Nacional FC 0:0                                                                          |
| 24 sierpnia 1975    | Moto Club de São Luís – Ceará SC 0:3 Marcelo, Moisés, Zé Eduardo                                            |
| 24 sierpnia 1975    | Atlético Mineiro – Corinthians Paulista 0:0                                                                 |
| 24 sierpnia 1975    | Clube do Remo – SE Tiradentes 1:0 Mesquita                                                                  |
| 24 sierpnia 1975    | EC Comercial – Cruzeiro EC 0:0                                                                              |
| 26 sierpnia 1975    | EC Comercial – Paysandu SC 2:1 Dante (2) – Marciano                                                         |
| 27 sierpnia 1975    | Ceará SC – America FC 0:2 Flecha (2)                                                                        |
| 27 sierpnia 1975    | Cruzeiro EC – Coritiba FBC 1:0 Nelinho                                                                      |
| 27 sierpnia 1975    | Rio Negro Manaus – Athletico Paranaense 2:0 Sídnei, Jorge Nobre                                             |
| 28 sierpnia 1975    | Atlético Mineiro – Guarani FC 2:0 Reinaldo (2)                                                              |
| 30 sierpnia 1975    | Fluminense FC – Atlético Mineiro 5:2 Paulo César (2), Zé Maria, Manfrini, Silveira – Getúlio, Paulo Isidoro |
| 31 sierpnia 1975    | Corinthians Paulista – Fortaleza 1:0 Geraldo                                                                |
| 31 sierpnia 1975    | Coritiba FBC – Ceará SC 4:0 Plein (2), Eli, Luisinho                                                        |
| 31 sierpnia 1975    | Botafogo FR – Cruzeiro EC 0:2 Cândido, Jésum                                                                |
| 31 sierpnia 1975    | América Mineiro – Moto Club de São Luís 0:0                                                                 |
| 31 sierpnia 1975    | SE Tiradentes – America FC 2:1 Santos (2) – Mauro                                                           |
| 31 sierpnia 1975    | EC Comercial – Nacional FC 2:0 Bife, Carlinhos                                                              |
| 31 sierpnia 1975    | Clube do Remo – Athletico Paranaense 2:2 Mesquita (2) – Buiăo, Sicupira                                     |
| 3 września 1975     | Guarani FC – Clube do Remo 0:0                                                                              |
| 3 września 1975     | SE Tiradentes – Fortaleza 0:0                                                                               |
| 3 września 1975     | EC Comercial – Ceará SC 1:0 Bife                                                                            |
| 3 września 1975     | Athletico Paranaense – Moto Club de São Luís 5:1 Anderson (2), Buiăo, Marinho s, Caio – Petinha             |
| 3 września 1975     | Cruzeiro EC – Rio Negro Manaus 4:0 Joãozinho, Jésum, Zé Carlos, Nelinho                                     |
| 3 września 1975     | Paysandu SC – America FC 3:3 Geraldo s, Fefeu, Marciano – Orlando, Flecha, Aílton                           |
| 4 września 1975     | Atlético Mineiro – América Mineiro 1:1 Getúlio – Buglę                                                      |
| 6 września 1975     | SE Palmeiras – Ceará SC 2:0 Ademir, Nei                                                                     |
| 6 września 1975     | América Mineiro – Rio Negro Manaus 2:0 Marcăo, Joăo Ribeiro                                                 |
| 7 września 1975     | Coritiba FBC – Guarani FC 1:0 Luisinho                                                                      |
| 7 września 1975     | Corinthians Paulista – Botafogo FR 1:1 Roberto – Claudiomiro                                                |
| 7 września 1975     | SE Tiradentes – Moto Club de São Luís 4:1 Sima (2), Edgar, Ubiranir – Petinha                               |
| 7 września 1975     | Atlético Mineiro – Cruzeiro EC 2:2 Danival, Paulo Isidoro – Roberto Batata, Nelinho                         |
| 7 września 1975     | Nacional FC – America FC 1:1 Roberto – Manuel                                                               |
| 7 września 1975     | EC Comercial – Fluminense FC 1:1 Dante – Gil                                                                |
| 7 września 1975     | Clube do Remo – Paysandu SC 2:0 Alcino (2)                                                                  |
| 10 września 1975    | Guarani FC – Rio Negro Manaus 2:0 Odair, Juti                                                               |
| 10 września 1975    | Coritiba FBC – SE Tiradentes 2:0 Eli, Luisinho                                                              |
| 10 września 1975    | America FC – Cruzeiro EC 0:0                                                                                |
| 10 września 1975    | Nacional FC – Fortaleza 1:1 Serginho – Luisinho                                                             |
| 10 września 1975    | Ceará SC – Clube do Remo 2:0 Edvaldo, Zé Eduardo                                                            |
| 10 września 1975    | Atlético Mineiro – Athletico Paranaense 0:0                                                                 |
| 13 września 1975    | América Mineiro – Clube do Remo 1:1 Éder – Mesquita                                                         |
| 13 września 1975    | America FC – Athletico Paranaense 5:2 Manuel (2), Orlando, Alex, Bráulio – Sicupira, Taquito                |
| 14 września 1975    | Cruzeiro EC – SE Palmeiras 2:0 Jésum, Nelinho                                                               |
| 14 września 1975    | Coritiba FBC – Corinthians Paulista 0:2 Tiăo, Geraldo                                                       |
| 14 września 1975    | Guarani FC – Botafogo FR 1:1 Afrânio – Dirceu                                                               |
| 14 września 1975    | Moto Club de São Luís – Fluminense FC 1:3 Ferraz – Marco Antônio, Gil, Rivelino                             |
| 14 września 1975    | Nacional FC – Atlético Mineiro 0:2 Campos, Reinaldo                                                         |
| 14 września 1975    | Ceará SC – Rio Negro Manaus 0:0                                                                             |
| 14 września 1975    | Paysandu SC – Fortaleza 3:1 Marciano (2), Bacuri – Geraldino                                                |
| 17 września 1975    | Botafogo FR – Nacional FC 4:0 Fischer (2), Claudiomiro, Ademir                                              |
| 17 września 1975    | Cruzeiro EC – Clube do Remo 0:0                                                                             |
| 17 września 1975    | Paysandu SC – Atlético Mineiro 1:0 Marciano                                                                 |
| 17 września 1975    | Fortaleza – Fluminense FC 1:0 Hamílton Melo                                                                 |
| 17 września 1975    | Athletico Paranaense – SE Palmeiras 2:4 Anderson, Careca – Edu, Itamar, Nei, Fedato                         |
| 17 września 1975    | EC Comercial – América Mineiro 0:0                                                                          |
| 20 września 1975    | Guarani FC – EC Comercial 2:0 Renato, Bezerra                                                               |
| 20 września 1975    | Fortaleza – Cruzeiro EC 0:0                                                                                 |
| 21 września 1975    | Moto Club de São Luís – Nacional FC 1:1 Riba – Lula                                                         |
| 21 września 1975    | Rio Negro Manaus – Paysandu SC 1:1 Nílson – Vandinho                                                        |
| 21 września 1975    | Ceará SC – Botafogo FR 1:0 Zé Eduardo                                                                       |
| 21 września 1975    | SE Palmeiras – Corinthians Paulista 1:1 Itamar – Cláudio                                                    |
| 21 września 1975    | America FC – América Mineiro 3:0 Aílton, Cléber s, Bráulio                                                  |
| 21 września 1975    | SE Tiradentes – Atlético Mineiro 0:1 Romeu                                                                  |
| 21 września 1975    | Clube do Remo – Fluminense FC 2:1 Alcino (2) – Manfrini                                                     |
| 24 września 1975    | Clube do Remo – Nacional FC 2:2 Alcino (2) – Serginho, Lula                                                 |
| 24 września 1975    | Rio Negro Manaus – Fluminense FC 1:2 Reis – Vanderlei s, Manfrini                                           |
| 24 września 1975    | Coritiba FBC – Athletico Paranaense 1:0 Luisinho                                                            |
| 24 września 1975    | América Mineiro – SE Palmeiras 0:0                                                                          |
| 24 września 1975    | EC Comercial – Corinthians Paulista 0:1 Geraldo                                                             |
| 24 września 1975    | Ceará SC – Atlético Mineiro 0:1 Reinaldo                                                                    |
| 24 września 1975    | Moto Club de São Luís – Cruzeiro EC 0:4 Palhinha (2), Zé Carlos, Cândido                                    |
| 24 września 1975    | SE Tiradentes – Botafogo FR 0:1 Nílson                                                                      |
| 25 września 1975    | Fortaleza – Guarani FC 1:1 Zé Raimundo – Alexandre                                                          |
| 27 września 1975    | Rio Negro Manaus – Corinthians Paulista 0:0                                                                 |
| 27 września 1975    | Fluminense FC – America FC 2:0 Marco Antônio, Rivelino                                                      |
| 28 września 1975    | Athletico Paranaense – EC Comercial 4:1 Caio (2), Vaquinha (2) – Tonico                                     |
| 28 września 1975    | América Mineiro – Botafogo FR 1:1 Joăo Ribeiro – Nílson                                                     |
| 28 września 1975    | Moto Club de São Luís – Guarani FC 1:3 Petinha – Juti (3)                                                   |
| 28 września 1975    | Ceará SC – Fortaleza 0:0                                                                                    |
| 28 września 1975    | Paysandu SC – Coritiba FBC 0:0                                                                              |
| 28 września 1975    | Nacional FC – SE Palmeiras 1:1 Roberto – Edu                                                                |
| 1 października 1975 | Paysandu SC – SE Palmeiras 0:0                                                                              |
| 1 października 1975 | Nacional FC – Coritiba FBC 1:0 Serginho                                                                     |
| 1 października 1975 | SE Tiradentes – EC Comercial 2:0 Nivaldo, Gessę                                                             |
| 2 października 1975 | Clube do Remo – Corinthians Paulista 1:0 Mesquita                                                           |
| 4 października 1975 | America FC – Guarani FC 2:0 Aílton, Manuel                                                                  |
| 5 października 1975 | Moto Club de São Luís – Corinthians Paulista 0:3 Geraldo (2), Tiăo                                          |
| 5 października 1975 | Fluminense FC – Botafogo FR 3:1 Manfrini, Gil, Paulo César – Nílson                                         |
| 5 października 1975 | América Mineiro – Coritiba FBC 1:1 Marcăo – Eli                                                             |
| 5 października 1975 | SE Tiradentes – SE Palmeiras 1:0 Nivaldo                                                                    |

##### Tabela grupy A
Zwycięstwo różnicą 3 lub więcej bramek nagradzano 3 punktami, a pozostałe zwycięstwa 2 punktami. W tabeli w kolumnie zwycięstw najpierw podano liczbę zwycięstw 3-punktowych, a po ukośniku liczbę zwycięstw 2-punktowych.
| Poz | Klub                  | Mecze | Zw  | Rem | Por | Pkt | BrZd | BrStr |
| --- | --------------------- | ----- | --- | --- | --- | --- | ---- | ----- |
| 1   | America FC            | 10    | 4/0 | 3   | 3   | 15  | 17   | 11    |
| 2   | Coritiba FBC          | 10    | 2/3 | 2   | 3   | 14  | 10   | 5     |
| 3   | Clube do Remo         | 10    | 1/3 | 5   | 1   | 14  | 11   | 8     |
| 4   | Atlético Mineiro      | 10    | 2/2 | 4   | 2   | 14  | 11   | 9     |
| 5   | SE Palmeiras          | 10    | 3/0 | 5   | 2   | 14  | 12   | 9     |
| 6   | Fortaleza             | 10    | 1/2 | 5   | 2   | 12  | 8    | 7     |
| 7   | Botafogo FR           | 10    | 1/2 | 3   | 4   | 10  | 12   | 12    |
| 8   | EC Comercial          | 10    | 1/2 | 3   | 4   | 10  | 7    | 11    |
| 9   | Rio Negro Manaus      | 10    | 1/0 | 5   | 4   | 8   | 5    | 12    |
| 10  | Moto Club de São Luís | 10    | 0/1 | 2   | 7   | 4   | 9    | 29    |

##### Tabela grupy B
Zwycięstwo różnicą 3 lub więcej bramek nagradzano 3 punktami, a pozostałe zwycięstwa 2 punktami. W tabeli w kolumnie zwycięstw najpierw podano liczbę zwycięstw 3-punktowych, a po ukośniku liczbę zwycięstw 2-punktowych.
| Poz | Klub                 | Mecze | Zw  | Rem | Por | Pkt | BrZd | BrStr |
| --- | -------------------- | ----- | --- | --- | --- | --- | ---- | ----- |
| 1   | Cruzeiro EC          | 10    | 4/1 | 5   | 0   | 19  | 15   | 2     |
| 2   | Corinthians Paulista | 10    | 2/3 | 4   | 1   | 16  | 10   | 3     |
| 3   | Fluminense FC        | 10    | 4/1 | 1   | 4   | 15  | 18   | 13    |
| 4   | Guarani FC           | 10    | 3/0 | 4   | 3   | 13  | 10   | 9     |
| 5   | SE Tiradentes        | 10    | 2/2 | 2   | 4   | 12  | 10   | 8     |
| 6   | Athletico Paranaense | 10    | 2/1 | 2   | 5   | 10  | 18   | 19    |
| 7   | Ceará SC             | 10    | 2/1 | 2   | 5   | 10  | 6    | 10    |
| 8   | América Mineiro      | 10    | 1/0 | 7   | 2   | 10  | 6    | 9     |
| 9   | Paysandu SC          | 10    | 1/1 | 4   | 4   | 9   | 13   | 15    |
| 10  | Nacional FC          | 10    | 0/1 | 6   | 3   | 8   | 7    | 14    |

#### Grupy C i D

##### Mecze chronologicznie
| Data                | Mecz                                                                                          |
| ------------------- | --------------------------------------------------------------------------------------------- |
| 20 sierpnia 1975    | CS Alagoano – Grêmio Porto Alegre 1:0 Ęnio                                                    |
| 20 sierpnia 1975    | SC Internacional – Figueirense FC 3:1 Flávio (2), Paulo César – Toninho                       |
| 20 sierpnia 1975    | CS Sergipe – São Paulo 0:0                                                                    |
| 20 sierpnia 1975    | Desportiva Cariacica – EC Vitória 0:0                                                         |
| 20 sierpnia 1975    | Goiás EC – Santos FC 0:0                                                                      |
| 21 sierpnia 1975    | CR Flamengo – Sport Recife 1:2 Zico – Miltăo (2)                                              |
| 23 sierpnia 1975    | EC Vitória – SC Internacional 0:5 Lula (2), Paulo César, Altivo s, Flávio                     |
| 24 sierpnia 1975    | Figueirense FC – Sport Recife 0:0                                                             |
| 24 sierpnia 1975    | CS Sergipe – Náutico 2:3 Giraldo, Cabral – Betinho, Jorge Mendonça, Onça s                    |
| 24 sierpnia 1975    | CR Vasco da Gama – Grêmio Porto Alegre 2:1 Roberto Dinamite, Dé – Zequinha                    |
| 24 sierpnia 1975    | EC Bahia – CR Flamengo 0:0                                                                    |
| 24 sierpnia 1975    | América Natal – Desportiva Cariacica 2:1 Élcio (2) – Kosilek                                  |
| 24 sierpnia 1975    | Goiânia – CEUB EC 2:1 Ede, Guilherme – Péricles                                               |
| 24 sierpnia 1975    | Campinense Clube – CS Alagoano 0:2 Ferretti, Ęnio                                             |
| 24 sierpnia 1975    | Santa Cruz FC – São Paulo 1:2 Samuel s – Chicăo, Pedro Rocha                                  |
| 24 sierpnia 1975    | Americano FC – Santos FC 2:1 Paulo Roberto, Rangel – Mazinho                                  |
| 27 sierpnia 1975    | CS Sergipe – Sport Recife 0:1 Garcia                                                          |
| 27 sierpnia 1975    | Campinense Clube – São Paulo 2:2 Dăo, Argeu – Serginho, Terto                                 |
| 27 sierpnia 1975    | Portuguesa – EC Bahia 2:1 Tatá, Dicá – Mickey                                                 |
| 27 sierpnia 1975    | Náutico – CR Flamengo 1:0 Lima                                                                |
| 27 sierpnia 1975    | Desportiva Cariacica – Santos FC 1:2 Luís Alberto – Cláudio Adăo, Toinzinho                   |
| 27 sierpnia 1975    | Americano FC – Grêmio Porto Alegre 0:2 Tarciso (2)                                            |
| 27 sierpnia 1975    | Goiânia – SC Internacional 0:1 Flávio                                                         |
| 27 sierpnia 1975    | CS Alagoano – América Natal 2:1 Tuca, Ferretti – Reinaldo                                     |
| 28 sierpnia 1975    | Santa Cruz FC – CR Vasco da Gama 1:1 Nunes – Roberto Dinamite                                 |
| 28 sierpnia 1975    | Figueirense FC – CEUB EC 2:1 Toninho (2) – Dinarte                                            |
| 30 sierpnia 1975    | Portuguesa – SC Internacional 0:2 Flávio (2)                                                  |
| 30 sierpnia 1975    | Santos FC – EC Bahia 0:2 Mickey, Tírson                                                       |
| 31 sierpnia 1975    | Desportiva Cariacica – CR Flamengo 0:2 Luís Paulo, Luisinho                                   |
| 31 sierpnia 1975    | América Natal – São Paulo 3:4 Ademir, Santa Cruz, Ivanildo – Élcio, Serginho, Ademir, Arlindo |
| 31 sierpnia 1975    | EC Vitória – CR Vasco da Gama 2:2 Didi Duarte (2) – Roberto Dinamite (2)                      |
| 31 sierpnia 1975    | Campinense Clube – Náutico 1:1 Dăo – Lima                                                     |
| 31 sierpnia 1975    | Grêmio Porto Alegre – CEUB EC 0:0                                                             |
| 31 sierpnia 1975    | Americano FC – Figueirense FC 2:1 Ico, Messias – Volmir                                       |
| 31 sierpnia 1975    | Goiás EC – Goiânia 3:1 Píter, Frasăo, Lincoln – Ulisses                                       |
| 3 września 1975     | CS Sergipe – CR Vasco da Gama 0:1 Roberto Dinamite                                            |
| 3 września 1975     | América Natal – Sport Recife 2:1 Élcio, Santa Cruz – Miltăo                                   |
| 3 września 1975     | CS Alagoano – Figueirense FC 1:1 Ferretti – Toninho                                           |
| 3 września 1975     | Santa Cruz FC – Goiás EC 2:2 Ramón, Givanildo – Lucinho (2)                                   |
| 3 września 1975     | CR Flamengo – Americano FC 1:0 Geraldo                                                        |
| 3 września 1975     | Portuguesa – CEUB EC 1:1 Dicá – Robério                                                       |
| 4 września 1975     | São Paulo – Goiânia 2:0 Pedro Rocha, Mauro                                                    |
| 6 września 1975     | Santos FC – CS Alagoano 2:0 Clayton, Toinzinho                                                |
| 7 września 1975     | Desportiva Cariacica – Portuguesa 0:0                                                         |
| 7 września 1975     | América Natal – Goiás EC 3:3 Pedrada (2), Ivanildo – Píter (2), Rinaldo                       |
| 7 września 1975     | EC Bahia – EC Vitória 1:1 Douglas – André                                                     |
| 7 września 1975     | SC Internacional – Grêmio Porto Alegre 1:1 Lula – Zequinha                                    |
| 7 września 1975     | CR Vasco da Gama – CR Flamengo 4:2 Roberto Dinamite (3), Freitas – Rodrigues Neto, Zico       |
| 7 września 1975     | Náutico – Goiânia 3:1 Vasconcelos, Jorge Mendonça, Betinho – Bill                             |
| 7 września 1975     | Campinense Clube – Americano FC 0:1 Dionísio                                                  |
| 10 września 1975    | CEUB EC – Campinense Clube 2:1 Marco Antônio, Fio – Dăo                                       |
| 10 września 1975    | Americano FC – Portuguesa 0:1 Tatá                                                            |
| 10 września 1975    | São Paulo – EC Vitória 3:0 Serginho (2), Murici                                               |
| 10 września 1975    | Sport Recife – Goiânia 1:1 Peres – Bill                                                       |
| 10 września 1975    | CS Sergipe – EC Bahia 1:1 Alberi – Beijoca                                                    |
| 10 września 1975    | SC Internacional – Santa Cruz FC 1:0 Flávio                                                   |
| 11 września 1975    | CR Flamengo – CS Alagoano 3:1 Luisinho (2), Doval – Ricardo                                   |
| 11 września 1975    | Náutico – Grêmio Porto Alegre 0:0                                                             |
| 13 września 1975    | CEUB EC – EC Vitória 1:0 Péricles                                                             |
| 14 września 1975    | CS Alagoano – Goiânia 1:0 Ferretti                                                            |
| 14 września 1975    | Figueirense FC – Náutico 1:1 Toninho – Dedeu                                                  |
| 14 września 1975    | São Paulo – CR Flamengo 2:0 Mauro, Murici                                                     |
| 14 września 1975    | Desportiva Cariacica – CS Sergipe 1:1 Paulo César s – Negrinho                                |
| 14 września 1975    | América Natal – EC Bahia 1:1 Pedrada – Washington                                             |
| 14 września 1975    | Sport Recife – Grêmio Porto Alegre 2:2 Dario (2) – Cláudio, Neca                              |
| 14 września 1975    | CR Vasco da Gama – Portuguesa 2:0 Jair Pereira, Roberto Dinamite                              |
| 14 września 1975    | SC Internacional – Santos FC 1:0 Flávio                                                       |
| 14 września 1975    | Americano FC – Santa Cruz FC 1:4 Luís Carlos – Volnei (3), Zito                               |
| 14 września 1975    | Goiás EC – Campinense Clube 4:0 Rinaldo, Gílson, Rogério, Lincoln                             |
| 17 września 1975    | Campinense Clube – Sport Recife 1:1 Erasmo – Dario                                            |
| 17 września 1975    | Desportiva Cariacica – Santa Cruz FC 1:0 Zezinho                                              |
| 17 września 1975    | EC Bahia – Grêmio Porto Alegre 1:1 Beijoca – Tarciso                                          |
| 17 września 1975    | SC Internacional – CS Sergipe 5:0 Tadeu (3), Borjăo, Cláudio                                  |
| 17 września 1975    | Santos FC – Náutico 0:3 Jorge Mendonça (2), Vasconcelos                                       |
| 17 września 1975    | CEUB EC – CR Flamengo 0:1 Luís Paulo                                                          |
| 17 września 1975    | Figueirense FC – São Paulo 1:1 Zé Carlos – Almeida s                                          |
| 17 września 1975    | Goiânia – CR Vasco da Gama 2:1 Bill, Ulisses – Roberto Dinamite                               |
| 17 września 1975    | Americano FC – América Natal 1:3 Nei Dias – Pedrada (2), Reinaldo                             |
| 18 września 1975    | Goiás EC – EC Vitória 1:0 Frasăo                                                              |
| 20 września 1975    | Santos FC – CR Vasco da Gama 1:1 Edu – Roberto Dinamite                                       |
| 21 września 1975    | CS Alagoano – Portuguesa 0:0                                                                  |
| 21 września 1975    | América Natal – SC Internacional 1:1 Humberto Ramos – Borjăo                                  |
| 21 września 1975    | CS Sergipe – CEUB EC 2:2 Alberi, Negrinho – Marco Antônio, Xisté                              |
| 21 września 1975    | Figueirense FC – Desportiva Cariacica 5:1 Toninho (3), Almeida, Luís Éverton – Kosilek        |
| 21 września 1975    | Santa Cruz FC – EC Bahia 1:1 Ramón – Beijoca                                                  |
| 21 września 1975    | Grêmio Porto Alegre – São Paulo 1:1 Nenę – Arlindo II                                         |
| 21 września 1975    | Goiás EC – CR Flamengo 0:0                                                                    |
| 21 września 1975    | EC Vitória – Náutico 2:0 Eliseu, Didi Duarte                                                  |
| 24 września 1975    | EC Vitória – CS Alagoano 2:1 Didi Duarte, André – Fernando s                                  |
| 24 września 1975    | Santa Cruz FC – Náutico 1:0 Mazinho                                                           |
| 24 września 1975    | Figueirense FC – CR Vasco da Gama 0:1 Ademir                                                  |
| 24 września 1975    | Goiás EC – CS Sergipe 2:0 Lucinho, Lincoln                                                    |
| 24 września 1975    | Campinense Clube – SC Internacional 0:3 Flávio (2), Tadeu                                     |
| 24 września 1975    | Grêmio Porto Alegre – Desportiva Cariacica 3:1 Neca (3) – Baiano                              |
| 24 września 1975    | CEUB EC – América Natal 2:1 Péricles, Fio – Pedrada                                           |
| 25 września 1975    | Sport Recife – Portuguesa 1:0 Dario                                                           |
| 25 września 1975    | EC Bahia – Goiânia 0:0                                                                        |
| 27 września 1975    | Náutico – Portuguesa 1:2 Jorge Mendonça – Tatá, Adílton                                       |
| 27 września 1975    | CR Vasco da Gama – América Natal 0:1 Washington                                               |
| 28 września 1975    | CS Sergipe – Americano FC 1:0 Adílson                                                         |
| 28 września 1975    | São Paulo – Santos FC 1:0 Vicente s                                                           |
| 28 września 1975    | Campinense Clube – EC Bahia 2:5 Pedrinho (2) – Mickey (2), Caldeira, Zito, Tírson             |
| 28 września 1975    | Grêmio Porto Alegre – Goiás EC 0:0                                                            |
| 28 września 1975    | CR Flamengo – SC Internacional 2:1 Luisinho, Paulinho – Valdomiro                             |
| 28 września 1975    | Santa Cruz FC – Sport Recife 3:3 Pedrinho, Fumanchu, Ramón – Dario (2), Peres                 |
| 28 września 1975    | Goiânia – Desportiva Cariacica 4:2 Marco Antônio (2), Adalberto s, Guilherme – Guará, Kosilek |
| 1 października 1975 | CS Alagoano – CS Sergipe 1:0 Ferretti                                                         |
| 1 października 1975 | Figueirense FC – Goiás EC 1:1 Dito Cola – Lincoln                                             |
| 1 października 1975 | Sport Recife – Santos FC 2:0 Dario (2)                                                        |
| 1 października 1975 | CEUB EC – Santa Cruz FC 0:0                                                                   |
| 1 października 1975 | Portuguesa – São Paulo 0:1 Murici                                                             |
| 2 października 1975 | CR Vasco da Gama – Campinense Clube 4:0 Freitas, Jair Pereira, Zanata, Moisés                 |
| 2 października 1975 | Americano FC – EC Vitória 0:1 Osni                                                            |
| 4 października 1975 | Náutico – América Natal 1:0 Jorge Mendonça                                                    |
| 4 października 1975 | CEUB EC – Santos FC 2:2 Moreira, Benę – Leo, Didi                                             |
| 5 października 1975 | Portuguesa – Goiás EC 0:0                                                                     |
| 5 października 1975 | CS Alagoano – Santa Cruz FC 0:1 Ramón                                                         |
| 5 października 1975 | Desportiva Cariacica – Campinense Clube 2:1 Kosilek, Evandro – Vavá                           |
| 5 października 1975 | Sport Recife – EC Vitória 2:0 Dario, Miltăo                                                   |
| 5 października 1975 | EC Bahia – Figueirense FC 0:1 Volmir                                                          |
| 5 października 1975 | Goiânia – Americano FC 2:1 Bill, Éber – Rangel                                                |

##### Tabela grupy C
Zwycięstwo różnicą 3 lub więcej bramek nagradzano 3 punktami, a pozostałe zwycięstwa 2 punktami. W tabeli w kolumnie zwycięstw najpierw podano liczbę zwycięstw 3-punktowych, a po ukośniku liczbę zwycięstw 2-punktowych.
| Poz | Klub                | Mecze | Zw  | Rem | Por | Pkt | BrZd | BrStr |
| --- | ------------------- | ----- | --- | --- | --- | --- | ---- | ----- |
| 1   | CR Flamengo         | 11    | 2/3 | 2   | 4   | 14  | 12   | 11    |
| 2   | Grêmio Porto Alegre | 11    | 2/0 | 7   | 2   | 13  | 11   | 9     |
| 3   | América Natal       | 11    | 1/3 | 3   | 4   | 12  | 18   | 17    |
| 4   | Figueirense FC      | 11    | 1/2 | 5   | 3   | 12  | 14   | 12    |
| 5   | Santa Cruz FC       | 11    | 1/2 | 5   | 3   | 12  | 14   | 12    |
| 6   | Goiânia             | 11    | 1/3 | 2   | 5   | 11  | 13   | 16    |
| 7   | Portuguesa          | 11    | 0/3 | 4   | 4   | 10  | 6    | 9     |
| 8   | EC Vitória          | 11    | 1/2 | 3   | 5   | 10  | 8    | 16    |
| 9   | Santos FC           | 11    | 1/1 | 3   | 6   | 8   | 8    | 15    |
| 10  | CS Sergipe          | 11    | 0/1 | 4   | 6   | 6   | 7    | 17    |
| 11  | Campinense Clube    | 11    | 0/0 | 3   | 8   | 3   | 8    | 27    |

##### Tabela grupy D
Zwycięstwo różnicą 3 lub więcej bramek nagradzano 3 punktami, a pozostałe zwycięstwa 2 punktami. W tabeli w kolumnie zwycięstw najpierw podano liczbę zwycięstw 3-punktowych, a po ukośniku liczbę zwycięstw 2-punktowych.
| Poz | Klub                 | Mecze | Zw  | Rem | Por | Pkt | BrZd | BrStr |
| --- | -------------------- | ----- | --- | --- | --- | --- | ---- | ----- |
| 1   | SC Internacional     | 11    | 5/3 | 2   | 1   | 23  | 24   | 5     |
| 2   | São Paulo            | 11    | 3/4 | 4   | 0   | 21  | 19   | 8     |
| 3   | CR Vasco da Gama     | 11    | 3/3 | 3   | 2   | 18  | 19   | 10    |
| 4   | Goiás EC             | 11    | 3/1 | 7   | 0   | 18  | 16   | 7     |
| 5   | Sport Recife         | 11    | 2/3 | 5   | 1   | 17  | 16   | 10    |
| 6   | Náutico              | 11    | 2/3 | 3   | 3   | 15  | 14   | 10    |
| 7   | CS Alagoano          | 11    | 1/4 | 2   | 4   | 13  | 10   | 10    |
| 8   | EC Bahia             | 11    | 2/0 | 7   | 2   | 13  | 13   | 10    |
| 9   | CEUB EC              | 11    | 0/3 | 5   | 3   | 11  | 12   | 12    |
| 10  | Desportiva Cariacica | 11    | 0/2 | 3   | 6   | 7   | 10   | 20    |
| 11  | Americano FC         | 11    | 0/3 | 0   | 8   | 6   | 8    | 17    |

### Drugi etap

#### Grupy 1 i 2

##### Kolejka 1
| Data                 | Mecz                                                         |
| -------------------- | ------------------------------------------------------------ |
| 8 października 1975  | Guarani FC – América Natal 1:1 Renato – Reinaldo             |
| 8 października 1975  | São Paulo – Fluminense FC 1:0 Serginho                       |
| 8 października 1975  | Grêmio Porto Alegre – Clube do Remo 4:0 Neca (3), Tarciso    |
| 8 października 1975  | Atlético Mineiro – SC Internacional 0:2 Valdomiro, Figueroa  |
| 8 października 1975  | Goiás EC – America FC 2:0 Frasăo, Paghetti                   |
| 8 października 1975  | Coritiba FBC – Figueirense FC 1:2 Eli – Volmir, Sérgio Lopes |
| 9 października 1975  | Corinthians Paulista – Sport Recife 0:0                      |
| 9 października 1975  | CR Vasco da Gama – SE Tiradentes 1:1 Roberto Dinamite – Sima |
| 9 października 1975  | Cruzeiro EC – Santa Cruz FC 1:1 Zé Carlos – Mazinho          |
| 12 października 1975 | CR Flamengo – SE Palmeiras 3:0 Tadeu, Luisinho, Zico         |

##### Kolejka 2
| Data                 | Mecz                                                         |
| -------------------- | ------------------------------------------------------------ |
| 11 października 1975 | Fluminense FC – Grêmio Porto Alegre 0:0                      |
| 21 października 1975 | São Paulo – SE Palmeiras 0:0                                 |
| 21 października 1975 | SC Internacional – Clube do Remo 4:0 Flávio (3), Paulo César |
| 21 października 1975 | America FC – CR Vasco da Gama 0:0                            |
| 21 października 1975 | Figueirense FC – SE Tiradentes 2:0 Toninho, Zé Carlos        |
| 21 października 1975 | América Natal – Coritiba FBC 3:0 Pedrada (2), Élcio          |
| 21 października 1975 | Guarani FC – Sport Recife 1:1 Juti – Peri                    |
| 21 października 1975 | Cruzeiro EC – Goiás EC 2:0 Palhinha, Roberto Batata          |
| 21 października 1975 | Santa Cruz FC – Corinthians Paulista 1:0 Mazinho             |
| 4 listopada 1975     | Atlético Mineiro – CR Flamengo 1:1 Campos – Zico             |

##### Kolejka 3
| Data                 | Mecz                                                                                 |
| -------------------- | ------------------------------------------------------------------------------------ |
| 14 października 1975 | Fluminense FC – Goiás EC 4:1 Silveira, Paulo César, Rivelino, Manfrini – Joăo Carlos |
| 15 października 1975 | Coritiba FBC – Santa Cruz FC 0:1 Pio                                                 |
| 15 października 1975 | América Natal – Clube do Remo 2:1 Élcio, Pedrada – Alcino                            |
| 15 października 1975 | America FC – São Paulo 0:0                                                           |
| 15 października 1975 | Sport Recife – SE Palmeiras 0:0                                                      |
| 15 października 1975 | Figueirense FC – Corinthians Paulista 0:0                                            |
| 15 października 1975 | Guarani FC – Grêmio Porto Alegre 2:2 Ziza, Odair – Tarciso, Zequinha                 |
| 15 października 1975 | CR Vasco da Gama – Atlético Mineiro 1:1 Luís Carlos – Reinaldo                       |
| 15 października 1975 | SC Internacional – SE Tiradentes 2:0 Paulo César, Lino                               |
| 16 października 1975 | CR Flamengo – Cruzeiro EC 0:1 Joãozinho                                              |

##### Kolejka 4
| Data                 | Mecz                                                            |
| -------------------- | --------------------------------------------------------------- |
| 18 października 1975 | Fluminense FC – América Natal 3:0 Toninho (2), Cafuringa        |
| 18 października 1975 | SE Palmeiras – Figueirense FC 2:2 Fedato, Edu – Toninho (2)     |
| 18 października 1975 | Grêmio Porto Alegre – Atlético Mineiro 3:0 Tarciso (2), Neca    |
| 19 października 1975 | São Paulo – Corinthians Paulista 0:1 Adílson                    |
| 19 października 1975 | SC Internacional – Cruzeiro EC 1:1 Paulo César – Roberto Batata |
| 19 października 1975 | CR Flamengo – America FC 2:0 Luisinho, Zico                     |
| 19 października 1975 | Coritiba FBC – CR Vasco da Gama 1:1 Luisinho – Alcir            |
| 19 października 1975 | SE Tiradentes – Sport Recife 0:3 Dario, Assis, Cláudio          |
| 19 października 1975 | Santa Cruz FC – Guarani FC 0:0                                  |
| 19 października 1975 | Goiás EC – Clube do Remo 1:0 Paghetti                           |

##### Kolejka 5
| Data                 | Mecz                                                                 |
| -------------------- | -------------------------------------------------------------------- |
| 22 października 1975 | Figueirense FC – Guarani FC 0:0                                      |
| 22 października 1975 | SC Internacional – Fluminense FC 3:1 Cláudio, Figueroa, Flávio – Gil |
| 22 października 1975 | Sport Recife – America FC 1:1 Dario – Manuel                         |
| 22 października 1975 | Cruzeiro EC – CR Vasco da Gama 0:1 Roberto Dinamite                  |
| 22 października 1975 | SE Tiradentes – Goiás EC 0:0                                         |
| 22 października 1975 | Clube do Remo – São Paulo 2:2 Alcino, Elias – Mauro, Murici          |
| 23 października 1975 | Santa Cruz FC – Atlético Mineiro 2:0 Ramón, Mazinho                  |
| 23 października 1975 | Grêmio Porto Alegre – Coritiba FBC 1:3 Zequinha – Eli (3)            |
| 23 października 1975 | América Natal – SE Palmeiras 0:2 Nei, Didi                           |
| 23 października 1975 | Corinthians Paulista – CR Flamengo 0:1 Caio                          |

##### Kolejka 6
| Data                 | Mecz                                                                                    |
| -------------------- | --------------------------------------------------------------------------------------- |
| 25 października 1975 | CR Flamengo – Clube do Remo 1:2 Zico – Alcino, Mesquita                                 |
| 25 października 1975 | São Paulo – Guarani FC 0:0                                                              |
| 26 października 1975 | SE Palmeiras – Santa Cruz FC 2:3 Mário, Nei – Lula, Volnei, Pio                         |
| 26 października 1975 | Sport Recife – Coritiba FBC 1:0 Luciano                                                 |
| 26 października 1975 | América Natal – America FC 1:4 Pedrada – Manuel (2), Aílton, Álvaro                     |
| 26 października 1975 | SE Tiradentes – Grêmio Porto Alegre 1:2 Leal – Neca (2)                                 |
| 26 października 1975 | CR Vasco da Gama – Fluminense FC 1:4 Roberto Dinamite – Gil (2), Cléber, Paulo César    |
| 26 października 1975 | SC Internacional – Corinthians Paulista 1:1 Escurinho – Piau                            |
| 26 października 1975 | Figueirense FC – Cruzeiro EC 0:1 Nelinho                                                |
| 26 października 1975 | Goiás EC – Atlético Mineiro 1:5 Gílson – Getúlio, Paulo Isidoro, Romeu, Arlem, Reinaldo |

##### Kolejka 7
| Data                 | Mecz                                                                                               |
| -------------------- | -------------------------------------------------------------------------------------------------- |
| 29 października 1975 | Corinthians Paulista – América Natal 4:1 Vaguinho, Cláudio, César, Russo – Zeca                    |
| 29 października 1975 | Clube do Remo – CR Vasco da Gama 2:0 Ivanir (2)                                                    |
| 29 października 1975 | Atlético Mineiro – Figueirense FC 3:3 Paulo Isidoro, Arlem, Getúlio – Dito Cola, Vantuir s, Volmir |
| 29 października 1975 | Coritiba FBC – São Paulo 2:2 Eli, Osmarzinho – Terto, Arlindo                                      |
| 29 października 1975 | Grêmio Porto Alegre – SE Palmeiras 1:1 Neca – Mário                                                |
| 29 października 1975 | SE Tiradentes – CR Flamengo 3:2 Neinha, Leal, Roberval – Luisinho, Zico                            |
| 29 października 1975 | Sport Recife – Cruzeiro EC 0:1 Palhinha                                                            |
| 29 października 1975 | America FC – SC Internacional 1:0 Orlando                                                          |
| 29 października 1975 | Guarani FC – Goiás EC 0:0                                                                          |
| 30 października 1975 | Santa Cruz FC – Fluminense FC 0:1 Gil                                                              |

##### Kolejka 8
| Data             | Mecz                                                                                    |
| ---------------- | --------------------------------------------------------------------------------------- |
| 1 listopada 1975 | Santa Cruz FC – SE Tiradentes 1:1 Ramón – Sima                                          |
| 1 listopada 1975 | CR Vasco da Gama – Guarani FC 1:2 Roberto Dinamite – Renato, Davi                       |
| 1 listopada 1975 | America FC – Figueirense FC 2:1 Orlando, Eluzardo – Toninho                             |
| 1 listopada 1975 | São Paulo – Cruzeiro EC 0:0                                                             |
| 2 listopada 1975 | Corinthians Paulista – Grêmio Porto Alegre 3:2 Adílson, Cláudio, Wladimir – Tarciso (2) |
| 2 listopada 1975 | América Natal – Atlético Mineiro 1:1 Élcio – Vantuir                                    |
| 2 listopada 1975 | Fluminense FC – CR Flamengo 3:0 Marco Antônio (2), Gil                                  |
| 2 listopada 1975 | Goiás EC – SE Palmeiras 1:2 Matinha – Mário, Ademir                                     |
| 2 listopada 1975 | Sport Recife – Clube do Remo 0:0                                                        |
| 2 listopada 1975 | Coritiba FBC – SC Internacional 0:0                                                     |

##### Kolejka 9
| Data             | Mecz                                                     |
| ---------------- | -------------------------------------------------------- |
| 5 listopada 1975 | Cruzeiro EC – América Natal 2:1 Vanderlei, Jésum – Paúra |
| 5 listopada 1975 | SE Palmeiras – CR Vasco da Gama 1:0 Ademir               |
| 5 listopada 1975 | Grêmio Porto Alegre – America FC 0:1 Gílson Nunes        |
| 5 listopada 1975 | Figueirense FC – Fluminense FC 0:0                       |
| 5 listopada 1975 | Clube do Remo – Santa Cruz FC 0:0                        |
| 6 listopada 1975 | CR Flamengo – Coritiba FBC 2:0 Tadeu, Luisinho           |
| 6 listopada 1975 | Atlético Mineiro – Sport Recife 1:0 Marcelo              |
| 6 listopada 1975 | SC Internacional – Guarani FC 2:0 Vacaria, Valdomiro     |
| 6 listopada 1975 | São Paulo – SE Tiradentes 2:0 Ademir, Murici             |
| 6 listopada 1975 | Corinthians Paulista – Goiás EC 0:0                      |

##### Kolejka 10
| Data             | Mecz                                                              |
| ---------------- | ----------------------------------------------------------------- |
| 8 listopada 1975 | Cruzeiro EC – Grêmio Porto Alegre 3:1 Eli (2), Palhinha – Tarciso |
| 8 listopada 1975 | America FC – Santa Cruz FC 1:3 Aílton – Volnei, Nunes, Fumanchu   |
| 8 listopada 1975 | Fluminense FC – Sport Recife 3:0 Gil, Manfrini, Paulo César       |
| 9 listopada 1975 | SE Palmeiras – SC Internacional 0:0                               |
| 9 listopada 1975 | Guarani FC – CR Flamengo 2:0 Ziza (2)                             |
| 9 listopada 1975 | CR Vasco da Gama – Corinthians Paulista 0:1 Cláudio               |
| 9 listopada 1975 | SE Tiradentes – América Natal 1:0 Sima                            |
| 9 listopada 1975 | Atlético Mineiro – São Paulo 1:1 Paulo Isidoro – Arlindo II       |
| 9 listopada 1975 | Clube do Remo – Figueirense FC 4:1 Alcino (3), Rodrigues – Volmir |
| 9 listopada 1975 | Goiás EC – Coritiba FBC 2:2 Píter, Triel – Plein, Wílton          |

##### Tabela grupy 1
Zwycięstwo różnicą 3 lub więcej bramek nagradzano 3 punktami, a pozostałe zwycięstwa 2 punktami. W tabeli w kolumnie zwycięstw najpierw podano liczbę zwycięstw 3-punktowych, a po ukośniku liczbę zwycięstw 2-punktowych.
| Poz | Klub                 | Mecze | Zw  | Rem | Por | Pkt | BrZd | BrStr |
| --- | -------------------- | ----- | --- | --- | --- | --- | ---- | ----- |
| 1   | Fluminense FC        | 10    | 5/1 | 2   | 2   | 19  | 19   | 6     |
| 2   | Cruzeiro EC          | 10    | 2/4 | 3   | 1   | 17  | 12   | 5     |
| 3   | Corinthians Paulista | 10    | 1/3 | 4   | 2   | 13  | 10   | 6     |
| 4   | America FC           | 10    | 1/3 | 3   | 3   | 12  | 10   | 10    |
| 5   | SE Palmeiras         | 10    | 1/2 | 5   | 2   | 12  | 10   | 10    |
| 6   | Guarani FC           | 10    | 1/1 | 7   | 1   | 12  | 8    | 7     |
| 7   | Clube do Remo        | 10    | 2/1 | 3   | 4   | 11  | 11   | 15    |
| 8   | Atlético Mineiro     | 10    | 1/1 | 5   | 3   | 10  | 13   | 15    |
| 9   | Coritiba FBC         | 10    | 1/0 | 4   | 5   | 7   | 9    | 15    |
| 10  | SE Tiradentes        | 10    | 0/2 | 3   | 5   | 7   | 7    | 15    |

##### Tabela grupy 2
Zwycięstwo różnicą 3 lub więcej bramek nagradzano 3 punktami, a pozostałe zwycięstwa 2 punktami. W tabeli w kolumnie zwycięstw najpierw podano liczbę zwycięstw 3-punktowych, a po ukośniku liczbę zwycięstw 2-punktowych.
| Poz | Klub                | Mecze | Zw  | Rem | Por | Pkt | BrZd | BrStr |
| --- | ------------------- | ----- | --- | --- | --- | --- | ---- | ----- |
| 1   | SC Internacional    | 10    | 5/0 | 4   | 1   | 19  | 15   | 4     |
| 2   | Santa Cruz FC       | 10    | 2/3 | 4   | 1   | 16  | 12   | 6     |
| 3   | CR Flamengo         | 10    | 3/1 | 1   | 5   | 12  | 12   | 12    |
| 4   | São Paulo           | 10    | 1/1 | 7   | 1   | 12  | 8    | 6     |
| 5   | Grêmio Porto Alegre | 10    | 2/1 | 3   | 4   | 11  | 16   | 14    |
| 6   | Sport Recife        | 10    | 1/1 | 5   | 3   | 10  | 6    | 7     |
| 7   | Figueirense FC      | 10    | 1/1 | 5   | 3   | 10  | 11   | 13    |
| 8   | Goiás EC            | 10    | 1/1 | 4   | 4   | 9   | 8    | 15    |
| 9   | América Natal       | 10    | 1/1 | 2   | 6   | 7   | 10   | 19    |
| 10  | CR Vasco da Gama    | 10    | 0/1 | 4   | 5   | 6   | 6    | 13    |

### Turniej przegranych

#### Grupa 3

##### Kolejka 1
| Data                 | Mecz                                                    |
| -------------------- | ------------------------------------------------------- |
| 19 października 1975 | Rio Negro Manaus – EC Comercial 1:2 Ibsen – Dante, Bife |
| 19 października 1975 | Fortaleza – Moto Club de São Luís 1:0 Geraldino         |

##### Kolejka 2
| Data                 | Mecz                                                                      |
| -------------------- | ------------------------------------------------------------------------- |
| 22 października 1975 | EC Comercial – Fortaleza 2:3 Dante, Valdir – Hamílton Melo (2), Geraldino |
| 22 października 1975 | Rio Negro Manaus – Botafogo FR 1:3 Sídnei – Fischer (3)                   |

##### Kolejka 3
| Data                 | Mecz                                                                   |
| -------------------- | ---------------------------------------------------------------------- |
| 25 października 1975 | Fortaleza – Rio Negro Manaus 0:1 Ibsen                                 |
| 26 października 1975 | Moto Club de São Luís – Botafogo FR 1:2 Luís Augusto – Marinho, Dirceu |

##### Kolejka 4
| Data                 | Mecz                                                              |
| -------------------- | ----------------------------------------------------------------- |
| 29 października 1975 | Moto Club de São Luís – Rio Negro Manaus 1:1 Luís Augusto – Ibsen |
| 29 października 1975 | Botafogo FR – EC Comercial 0:0                                    |

##### Kolejka 5
| Data             | Mecz                                                                      |
| ---------------- | ------------------------------------------------------------------------- |
| 5 listopada 1975 | Botafogo FR – Fortaleza 1:1 Dirceu – Geraldino                            |
| 5 listopada 1975 | EC Comercial – Moto Club de São Luís 3:2 Dante, Goalę, Bife – Petinha (2) |

##### Tabela grupy 3
Zwycięstwo różnicą 3 lub więcej bramek nagradzano 3 punktami, a pozostałe zwycięstwa 2 punktami. W tabeli w kolumnie zwycięstw najpierw podano liczbę zwycięstw 3-punktowych, a po ukośniku liczbę zwycięstw 2-punktowych.
| Poz | Klub                  | Mecze | Zw  | Rem | Por | Pkt | BrZd | BrStr |
| --- | --------------------- | ----- | --- | --- | --- | --- | ---- | ----- |
| 1   | Botafogo FR           | 4     | 1/1 | 2   | 0   | 7   | 6    | 3     |
| 2   | EC Comercial          | 4     | 0/2 | 1   | 1   | 5   | 7    | 6     |
| 3   | Fortaleza             | 4     | 0/2 | 1   | 1   | 5   | 5    | 4     |
| 4   | Rio Negro Manaus      | 4     | 0/1 | 1   | 2   | 3   | 4    | 6     |
| 5   | Moto Club de São Luís | 4     | 0/0 | 1   | 3   | 1   | 4    | 7     |

#### Grupa 4

##### Kolejka 1
| Data                 | Mecz                                                                   |
| -------------------- | ---------------------------------------------------------------------- |
| 23 października 1975 | América Mineiro – Paysandu SC 3:2 Éder (2), Afonsinho – Vili, Marciano |
| 5 listopada 1975     | Athletico Paranaense – Ceará SC 3:0 Sicupira (2), Caio                 |

##### Kolejka 2
| Data                 | Mecz                                                   |
| -------------------- | ------------------------------------------------------ |
| 26 października 1975 | Nacional FC – Athletico Paranaense 2:0 Antenor, Lula   |
| 26 października 1975 | Ceará SC – América Mineiro 2:1 Edvaldo, Edmar – Marcăo |

##### Kolejka 3
| Data                 | Mecz                                            |
| -------------------- | ----------------------------------------------- |
| 30 października 1975 | Ceará SC – Nacional FC 0:0                      |
| 30 października 1975 | Paysandu SC – Athletico Paranaense 0:1 Sicupira |

##### Kolejka 4
| Data             | Mecz                                                             |
| ---------------- | ---------------------------------------------------------------- |
| 2 listopada 1975 | Paysandu SC – Ceará SC 1:0 Tuíca                                 |
| 2 listopada 1975 | América Mineiro – Nacional FC 1:2 Joăo Ribeiro – Nílson, Botelho |

##### Kolejka 5
| Data             | Mecz                                                    |
| ---------------- | ------------------------------------------------------- |
| 8 listopada 1975 | Nacional FC – Paysandu SC 2:2 Lula, Roberto – Tuíca (2) |
| 8 listopada 1975 | Athletico Paranaense – América Mineiro 0:0              |

##### Tabela grupy 4
Zwycięstwo różnicą 3 lub więcej bramek nagradzano 3 punktami, a pozostałe zwycięstwa 2 punktami. W tabeli w kolumnie zwycięstw najpierw podano liczbę zwycięstw 3-punktowych, a po ukośniku liczbę zwycięstw 2-punktowych.
| Poz | Klub                 | Mecze | Zw  | Rem | Por | Pkt | BrZd | BrStr |
| --- | -------------------- | ----- | --- | --- | --- | --- | ---- | ----- |
| 1   | Nacional FC          | 4     | 1/1 | 2   | 0   | 7   | 6    | 3     |
| 2   | Athletico Paranaense | 4     | 1/1 | 1   | 1   | 6   | 4    | 2     |
| 3   | Ceará SC             | 4     | 0/1 | 1   | 2   | 3   | 2    | 5     |
| 4   | América Mineiro      | 4     | 0/1 | 1   | 2   | 3   | 5    | 6     |
| 5   | Paysandu SC          | 4     | 0/1 | 1   | 2   | 3   | 5    | 6     |

#### Grupa 5

##### Kolejka 1
| Data                 | Mecz                                                |
| -------------------- | --------------------------------------------------- |
| 18 października 1975 | Portuguesa – EC Vitória 3:0 Dicá, Rui Rei, Wilsinho |
| 19 października 1975 | CS Sergipe – Santos FC 0:2 Brecha, Babá             |
| 19 października 1975 | Campinense Clube – Goiânia 0:0                      |

##### Kolejka 2
| Data                 | Mecz                                                              |
| -------------------- | ----------------------------------------------------------------- |
| 22 października 1975 | Campinense Clube – Portuguesa 1:5 Vavá – Enéas (3), Rui Rei, Dicá |
| 22 października 1975 | Santos FC – Goiânia 2:1 Clodoaldo, Brecha – Guilherme             |
| 22 października 1975 | EC Vitória – CS Sergipe 1:0 André                                 |

##### Kolejka 3
| Data                 | Mecz                                                                                      |
| -------------------- | ----------------------------------------------------------------------------------------- |
| 26 października 1975 | Portuguesa – Goiânia 2:1 Enéas (2) – Bill                                                 |
| 26 października 1975 | EC Vitória – Santos FC 1:3 Paulinho – Tostăo (2), Toinzinho                               |
| 26 października 1975 | CS Sergipe – Campinense Clube 4:2 Negrinho (2), Nana s, Marcílio – Sandoval, Jorge Flávio |

##### Kolejka 4
| Data                 | Mecz                                             |
| -------------------- | ------------------------------------------------ |
| 29 października 1975 | Goiânia – CS Sergipe 1:0 Bill                    |
| 29 października 1975 | EC Vitória – Campinense Clube 3:1 Osni (3) – Dăo |
| 29 października 1975 | Santos FC – Portuguesa 0:0                       |

##### Kolejka 5
| Data             | Mecz                                                                                       |
| ---------------- | ------------------------------------------------------------------------------------------ |
| 1 listopada 1975 | Portuguesa – CS Sergipe 4:0 Adílton (2), Wilsinho, Tatá                                    |
| 1 listopada 1975 | Santos FC – Campinense Clube 5:1 Leo, Cláudio Adăo, Toinzinho, Brecha, Tuca – Jorge Flávio |
| 1 listopada 1975 | Goiânia – EC Vitória 1:0 Bill                                                              |

##### Tabela grupy 5
Zwycięstwo różnicą 3 lub więcej bramek nagradzano 3 punktami, a pozostałe zwycięstwa 2 punktami. W tabeli w kolumnie zwycięstw najpierw podano liczbę zwycięstw 3-punktowych, a po ukośniku liczbę zwycięstw 2-punktowych.
| Poz | Klub             | Mecze | Zw  | Rem | Por | Pkt | BrZd | BrStr |
| --- | ---------------- | ----- | --- | --- | --- | --- | ---- | ----- |
| 1   | Portuguesa       | 5     | 3/1 | 1   | 0   | 12  | 14   | 2     |
| 2   | Santos FC        | 5     | 3/1 | 1   | 0   | 12  | 12   | 3     |
| 3   | Goiânia          | 5     | 0/2 | 1   | 2   | 5   | 4    | 4     |
| 4   | EC Vitória       | 5     | 1/1 | 0   | 3   | 5   | 5    | 8     |
| 5   | CS Sergipe       | 5     | 1/0 | 0   | 4   | 3   | 4    | 10    |
| 6   | Campinense Clube | 5     | 0/0 | 1   | 4   | 1   | 5    | 7     |

#### Grupa 6

##### Kolejka 1
| Data                 | Mecz                                                  |
| -------------------- | ----------------------------------------------------- |
| 25 października 1975 | EC Bahia – Americano FC 1:0 Perivaldo                 |
| 25 października 1975 | CEUB EC – Desportiva Cariacica 2:0 Fio, Marco Antônio |
| 26 października 1975 | CS Alagoano – Náutico 0:2 Vasconcelos (2)             |

##### Kolejka 2
| Data                 | Mecz                                                  |
| -------------------- | ----------------------------------------------------- |
| 28 października 1975 | Náutico – Americano FC 2:0 Jorge Mendonça, Pedro Omar |
| 29 października 1975 | CS Alagoano – CEUB EC 1:1 Ferretti – Péricles         |
| 29 października 1975 | Desportiva Cariacica – EC Bahia 0:0                   |

##### Kolejka 3
| Data             | Mecz                                             |
| ---------------- | ------------------------------------------------ |
| 1 listopada 1975 | CEUB EC – Americano FC 0:2 Dionísio, Luís Carlos |
| 2 listopada 1975 | Desportiva Cariacica – CS Alagoano 1:0 Orlando   |
| 2 listopada 1975 | EC Bahia – Náutico 1:1 Mickey – Vasconcelos      |

##### Kolejka 4
| Data             | Mecz                                                                                   |
| ---------------- | -------------------------------------------------------------------------------------- |
| 5 listopada 1975 | CEUB EC – EC Bahia 1:2 Moreira – Mickey, Caldeira                                      |
| 5 listopada 1975 | Náutico – Desportiva Cariacica 4:1 Lima, Juca Show, Pedro Omar, Jorge Mendonça – Edmar |
| 5 listopada 1975 | Americano FC – CS Alagoano 2:1 Rangel, Luís Carlos – Hélio                             |

##### Kolejka 5
| Data             | Mecz                                                        |
| ---------------- | ----------------------------------------------------------- |
| 8 listopada 1975 | EC Bahia – CS Alagoano 3:0 Jorge Campos, Douglas, Geraldo s |
| 8 listopada 1975 | Americano FC – Desportiva Cariacica 0:3 Orlando (2), Valmir |
| 8 listopada 1975 | Náutico – CEUB EC 3:0 Jorge Mendonça (2), Dedeu             |

##### Tabela grupy 6
Zwycięstwo różnicą 3 lub więcej bramek nagradzano 3 punktami, a pozostałe zwycięstwa 2 punktami. W tabeli w kolumnie zwycięstw najpierw podano liczbę zwycięstw 3-punktowych, a po ukośniku liczbę zwycięstw 2-punktowych.
| Poz | Klub                 | Mecze | Zw  | Rem | Por | Pkt | BrZd | BrStr |
| --- | -------------------- | ----- | --- | --- | --- | --- | ---- | ----- |
| 1   | Náutico              | 5     | 4/0 | 1   | 0   | 13  | 12   | 2     |
| 2   | EC Bahia             | 5     | 1/2 | 2   | 0   | 9   | 7    | 2     |
| 3   | Desportiva Cariacica | 5     | 1/1 | 1   | 2   | 6   | 5    | 6     |
| 4   | Americano FC         | 5     | 1/1 | 0   | 3   | 5   | 4    | 7     |
| 5   | CEUB EC              | 5     | 1/0 | 1   | 3   | 4   | 4    | 8     |
| 6   | CS Alagoano          | 5     | 0/0 | 1   | 4   | 1   | 2    | 9     |

### Trzeci etap

#### Grupa A

##### Kolejka 1
| Data              | Mecz                                                                              |
| ----------------- | --------------------------------------------------------------------------------- |
| 12 listopada 1975 | Fluminense FC – Nacional FC 4:0 Rivelino (2), Manfrini (2)                        |
| 12 listopada 1975 | SE Palmeiras – Cruzeiro EC 0:0                                                    |
| 12 listopada 1975 | Guarani FC – America FC 1:1 Sérgio Lima – Aílton                                  |
| 13 listopada 1975 | Botafogo FR – Corinthians Paulista 2:3 Claudiomiro (2) – Vaguinho, Russo, Geraldo |

##### Kolejka 2
| Data              | Mecz                                                              |
| ----------------- | ----------------------------------------------------------------- |
| 15 listopada 1975 | America FC – Nacional FC 3:1 Aílton, Gílson Nunes, Alex – Roberto |
| 15 listopada 1975 | Guarani FC – Cruzeiro EC 2:0 Renato (2)                           |
| 16 listopada 1975 | SE Palmeiras – Botafogo FR 2:0 Itamar, Erb                        |
| 16 listopada 1975 | Corinthians Paulista – Fluminense FC 0:0                          |

##### Kolejka 3
| Data              | Mecz                                                            |
| ----------------- | --------------------------------------------------------------- |
| 19 listopada 1975 | Cruzeiro EC – Fluminense FC 1:2 Palhinha – Cléber, Paulo César  |
| 19 listopada 1975 | Guarani FC – SE Palmeiras 3:1 Bezerra (2), Sérgio Lima – Itamar |
| 20 listopada 1975 | Corinthians Paulista – Nacional FC 1:0 Geraldo                  |
| 20 listopada 1975 | Botafogo FR – America FC 0:0                                    |

##### Kolejka 4
| Data              | Mecz                                                           |
| ----------------- | -------------------------------------------------------------- |
| 23 listopada 1975 | SE Palmeiras – America FC 2:0 Mário, Edu                       |
| 23 listopada 1975 | Fluminense FC – Botafogo FR 2:0 Paulo César, Gil               |
| 23 listopada 1975 | Cruzeiro EC – Corinthians Paulista 2:0 Nelinho, Roberto Batata |
| 23 listopada 1975 | Nacional FC – Guarani FC 0:1 Alexandre                         |

##### Kolejka 5
| Data              | Mecz                                                       |
| ----------------- | ---------------------------------------------------------- |
| 26 listopada 1975 | Guarani FC – Fluminense FC 1:2 Davi – Manfrini, Gil        |
| 26 listopada 1975 | Cruzeiro EC – Botafogo FR 2:0 Palhinha, Joãozinho          |
| 26 listopada 1975 | Nacional FC – SE Palmeiras 0:3 Mário (2), Ademir           |
| 27 listopada 1975 | America FC – Corinthians Paulista 2:1 Expedito (2) – César |

##### Kolejka 6
| Data              | Mecz                                                       |
| ----------------- | ---------------------------------------------------------- |
| 29 listopada 1975 | Botafogo FR – Guarani FC 2:1 Fischer, Tiquinho – Ziza      |
| 30 listopada 1975 | Corinthians Paulista – SE Palmeiras 1:0 Darci              |
| 30 listopada 1975 | Nacional FC – Cruzeiro EC 0:3 Palhinha (2), Roberto Batata |
| 30 listopada 1975 | America FC – Fluminense FC 1:0 Expedito                    |

##### Kolejka 7
| Data           | Mecz                                                                                |
| -------------- | ----------------------------------------------------------------------------------- |
| 3 grudnia 1975 | Fluminense FC – SE Palmeiras 4:2 Manfrini, Paulo César, Gil, Toninho – Edu, Alfredo |
| 3 grudnia 1975 | Corinthians Paulista – Guarani FC 3:2 Roberto, Zé Maria, Geraldo – Ziza (2)         |
| 4 grudnia 1975 | Nacional FC – Botafogo FR 0:2 Tiquinho (2)                                          |
| 4 grudnia 1975 | Cruzeiro EC – America FC 1:1 Palhinha – Gílson Nunes                                |

##### Tabela grupy A
Zwycięstwo różnicą 3 lub więcej bramek nagradzano 3 punktami, a pozostałe zwycięstwa 2 punktami. W tabeli w kolumnie zwycięstw najpierw podano liczbę zwycięstw 3-punktowych, a po ukośniku liczbę zwycięstw 2-punktowych.
| Poz | Klub                 | Mecze | Zw  | Rem | Por | Pkt | BrZd | BrStr |
| --- | -------------------- | ----- | --- | --- | --- | --- | ---- | ----- |
| 1   | Fluminense FC        | 7     | 3/2 | 1   | 1   | 14  | 14   | 5     |
| 2   | Cruzeiro EC          | 7     | 3/0 | 2   | 2   | 11  | 9    | 5     |
| 3   | America FC           | 7     | 1/2 | 3   | 1   | 10  | 8    | 6     |
| 4   | SE Palmeiras         | 7     | 3/0 | 1   | 3   | 10  | 10   | 8     |
| 5   | Corinthians Paulista | 7     | 0/4 | 1   | 2   | 9   | 9    | 8     |
| 6   | Guarani FC           | 7     | 2/1 | 1   | 3   | 9   | 11   | 9     |
| 7   | Botafogo FR          | 7     | 1/1 | 1   | 4   | 6   | 6    | 10    |
| 8   | Nacional FC          | 7     | 0/0 | 0   | 7   | 0   | 1    | 17    |

#### Grupa B

##### Kolejka 1
| Data              | Mecz                                              |
| ----------------- | ------------------------------------------------- |
| 12 listopada 1975 | Santa Cruz FC – SC Internacional 1:0 Pio          |
| 12 listopada 1975 | Grêmio Porto Alegre – Náutico 0:0                 |
| 13 listopada 1975 | Portuguesa – CR Flamengo 0:2 Luisinho, Luís Paulo |
| 13 listopada 1975 | Sport Recife – São Paulo 1:1 Peri – Serginho      |

##### Kolejka 2
| Data              | Mecz                                                                 |
| ----------------- | -------------------------------------------------------------------- |
| 15 listopada 1975 | Portuguesa – Náutico 3:1 Dicá, Adílton, Tatá – Juca Show             |
| 16 listopada 1975 | CR Flamengo – São Paulo 1:1 Zico – Serginho                          |
| 16 listopada 1975 | Santa Cruz FC – Grêmio Porto Alegre 2:1 Zé Maria, Mazinho – Zequinha |
| 16 listopada 1975 | SC Internacional – Sport Recife 3:1 Flávio (2), Valdomiro – Peri     |

##### Kolejka 3
| Data              | Mecz                                                    |
| ----------------- | ------------------------------------------------------- |
| 19 listopada 1975 | Náutico – Sport Recife 1:2 Jorge Mendonça – Luciano (2) |
| 19 listopada 1975 | São Paulo – SC Internacional 0:0                        |
| 19 listopada 1975 | CR Flamengo – Grêmio Porto Alegre 1:0 Luisinho          |
| 20 listopada 1975 | Santa Cruz FC – Portuguesa 1:1 Fumanchu – Dicá          |

##### Kolejka 4
| Data              | Mecz                                                                    |
| ----------------- | ----------------------------------------------------------------------- |
| 22 listopada 1975 | CR Flamengo – Náutico 3:0 Zico, Paulinho, Luisinho                      |
| 23 listopada 1975 | São Paulo – Portuguesa 1:2 Serginho – Rui Rei (2)                       |
| 23 listopada 1975 | SC Internacional – Grêmio Porto Alegre 1:0 Beto Fuscăo s                |
| 23 listopada 1975 | Sport Recife – Santa Cruz FC 1:3 Luciano – Fumanchu (2), Carlos Alberto |

##### Kolejka 5
| Data              | Mecz                                               |
| ----------------- | -------------------------------------------------- |
| 26 listopada 1975 | São Paulo – Santa Cruz FC 1:0 Serginho             |
| 26 listopada 1975 | Sport Recife – CR Flamengo 0:1 Caio                |
| 26 listopada 1975 | Grêmio Porto Alegre – Portuguesa 1:1 Osmar – Enéas |
| 27 listopada 1975 | Náutico – SC Internacional 0:1 Lula                |

##### Kolejka 6
| Data              | Mecz                                                                     |
| ----------------- | ------------------------------------------------------------------------ |
| 29 listopada 1975 | São Paulo – Grêmio Porto Alegre 1:2 Serginho – Zequinha, Neca            |
| 29 listopada 1975 | Portuguesa – Sport Recife 1:1 Rui Rei – Garcia                           |
| 30 listopada 1975 | Náutico – Santa Cruz FC 1:4 Lima – Mazinho (2), Fumanchu, Carlos Alberto |
| 30 listopada 1975 | SC Internacional – CR Flamengo 1:1 Escurinho – Luisinho                  |

##### Kolejka 7
| Data           | Mecz                                                                  |
| -------------- | --------------------------------------------------------------------- |
| 3 grudnia 1975 | Grêmio Porto Alegre – Sport Recife 1:1 Iúra – Dario                   |
| 4 grudnia 1975 | Náutico – São Paulo 1:3 Paraguaio – Arlindo II, Serginho, Pedro Rocha |
| 4 grudnia 1975 | SC Internacional – Portuguesa 3:0 Paulo César, Falcăo, Luís Fernando  |
| 4 grudnia 1975 | CR Flamengo – Santa Cruz FC 1:3 Zico – Ramón (2), Volnei              |

##### Tabela grupy B
Zwycięstwo różnicą 3 lub więcej bramek nagradzano 3 punktami, a pozostałe zwycięstwa 2 punktami. W tabeli w kolumnie zwycięstw najpierw podano liczbę zwycięstw 3-punktowych, a po ukośniku liczbę zwycięstw 2-punktowych.
| Poz | Klub                | Mecze | Zw  | Rem | Por | Pkt | BrZd | BrStr |
| --- | ------------------- | ----- | --- | --- | --- | --- | ---- | ----- |
| 1   | Santa Cruz FC       | 7     | 3/2 | 1   | 1   | 14  | 14   | 6     |
| 2   | SC Internacional    | 7     | 2/2 | 2   | 1   | 12  | 9    | 3     |
| 3   | CR Flamengo         | 7     | 2/2 | 2   | 1   | 12  | 10   | 5     |
| 4   | São Paulo           | 7     | 1/1 | 3   | 2   | 8   | 8    | 7     |
| 5   | Portuguesa          | 7     | 1/1 | 3   | 2   | 8   | 8    | 10    |
| 6   | Sport Recife        | 7     | 0/1 | 3   | 3   | 5   | 7    | 11    |
| 7   | Grêmio Porto Alegre | 7     | 0/1 | 3   | 3   | 5   | 5    | 7     |
| 8   | Náutico             | 7     | 0/0 | 1   | 6   | 1   | 4    | 16    |

### 1/2 finału
| 7 grudnia 1975 Fluminense FC – SC Internacional 0:2 - Lula, Paulo César                 |
| 7 grudnia 1975 Santa Cruz FC – Cruzeiro EC 2:3 - Fumanchu (2) – Palhinha (2), Zé Carlos |

### Finał
| SC Internacional – Cruzeiro EC 1:0 |
| 14 grudnia 1975 Porto Alegre Estádio Beira-Rio (82 568) SC Internacional – Cruzeiro EC 1:0 (0:0) Sędzia: Dulcídio Wanderley Boschilia Bramki: 1:0 Figueroa 56 Sport Club Intenacional (trener Rubens Minelli): Manga – Valdir, Figueroa, Hermínio, Chico Fraga, Caçapava, Falcão, Paulo César, Valdomiro (Jair), Flávio, Lula Cruzeiro EC (trener Zezé Moreira): Raul – Nelinho, Darci Menezes, Morais, Isidoro, Piazza, Zé Carlos, Eduardo, Roberto Batata (Eli Mendes), Palhinha, Joãozinho |

Mistrzem Brazylii w 1975 roku został klub SC Internacional, a wicemistrzem Brazylii – Cruzeiro EC.

## Końcowa klasyfikacja sezonu 1975
Zwycięstwo różnicą 3 lub więcej bramek nagradzano 3 punktami, a pozostałe zwycięstwa 2 punktami. W tabeli w kolumnie zwycięstw najpierw podano liczbę zwycięstw 3-punktowych, a po ukośniku liczbę zwycięstw 2-punktowych.
| Poz | Klub                  | Mecze | Zw   | Rem | Por | Pkt | BrZd | BrStr |
| --- | --------------------- | ----- | ---- | --- | --- | --- | ---- | ----- |
| 1   | SC Internacional      | 30    | 12/7 | 8   | 3   | 58  | 51   | 12    |
| 2   | Cruzeiro EC           | 29    | 9/6  | 10  | 4   | 49  | 39   | 15    |
| 3   | Fluminense FC         | 28    | 12/4 | 4   | 8   | 48  | 51   | 26    |
| 4   | Santa Cruz FC         | 29    | 6/7  | 10  | 6   | 42  | 42   | 27    |
| 5   | São Paulo             | 28    | 5/6  | 14  | 3   | 41  | 35   | 21    |
| 6   | Corinthians Paulista  | 27    | 3/10 | 9   | 5   | 38  | 29   | 17    |
| 7   | CR Flamengo           | 28    | 7/6  | 5   | 10  | 38  | 34   | 28    |
| 8   | America FC            | 27    | 6/5  | 9   | 7   | 37  | 35   | 27    |
| 9   | SE Palmeiras          | 27    | 7/2  | 11  | 7   | 36  | 32   | 27    |
| 10  | Guarani FC            | 27    | 6/2  | 12  | 7   | 34  | 29   | 25    |
| 11  | Sport Recife          | 28    | 3/5  | 13  | 7   | 32  | 29   | 28    |
| 12  | Portuguesa            | 23    | 4/5  | 8   | 6   | 30  | 28   | 21    |
| 13  | Náutico               | 23    | 6/3  | 5   | 9   | 29  | 30   | 28    |
| 14  | Grêmio Porto Alegre   | 28    | 4/2  | 13  | 9   | 29  | 32   | 30    |
| 15  | Botafogo FR           | 21    | 3/4  | 6   | 8   | 23  | 24   | 25    |
| 16  | Nacional FC           | 21    | 1/2  | 8   | 10  | 15  | 14   | 34    |
| 17  | Goiás EC              | 21    | 4/2  | 11  | 4   | 27  | 24   | 22    |
| 18  | Clube do Remo         | 20    | 3/4  | 8   | 5   | 25  | 22   | 23    |
| 19  | CR Vasco da Gama      | 21    | 3/4  | 7   | 7   | 24  | 25   | 23    |
| 20  | Atlético Mineiro      | 20    | 3/3  | 9   | 5   | 24  | 24   | 24    |
| 21  | Figueirense FC        | 21    | 2/3  | 10  | 6   | 22  | 25   | 25    |
| 22  | Coritiba FBC          | 20    | 3/3  | 6   | 8   | 21  | 19   | 20    |
| 23  | SE Tiradentes         | 20    | 2/4  | 5   | 9   | 19  | 17   | 23    |
| 24  | América Natal         | 21    | 2/4  | 5   | 10  | 19  | 28   | 36    |
| 25  | EC Bahia              | 16    | 3/2  | 9   | 2   | 22  | 20   | 12    |
| 26  | Santos FC             | 16    | 4/2  | 4   | 6   | 20  | 20   | 18    |
| 27  | Fortaleza             | 14    | 1/4  | 6   | 3   | 17  | 13   | 11    |
| 28  | Goiânia               | 16    | 1/5  | 3   | 7   | 16  | 17   | 20    |
| 29  | Athletico Paranaense  | 14    | 3/2  | 3   | 6   | 16  | 22   | 21    |
| 30  | EC Comercial          | 14    | 1/4  | 4   | 5   | 15  | 14   | 17    |
| 31  | EC Vitória            | 16    | 2/3  | 3   | 8   | 15  | 13   | 24    |
| 32  | CEUB EC               | 16    | 1/3  | 6   | 6   | 15  | 16   | 20    |
| 33  | CS Alagoano           | 16    | 1/4  | 3   | 8   | 14  | 12   | 19    |
| 34  | Ceará SC              | 14    | 2/2  | 3   | 7   | 13  | 8    | 15    |
| 35  | América Mineiro       | 14    | 1/1  | 8   | 4   | 13  | 11   | 15    |
| 36  | Desportiva Cariacica  | 16    | 1/3  | 4   | 8   | 13  | 15   | 26    |
| 37  | Paysandu SC           | 14    | 1/2  | 5   | 6   | 12  | 18   | 21    |
| 38  | Rio Negro Manaus      | 14    | 1/1  | 6   | 6   | 11  | 9    | 18    |
| 39  | Americano FC          | 16    | 1/4  | 0   | 11  | 11  | 12   | 24    |
| 40  | CS Sergipe            | 16    | 1/1  | 4   | 10  | 9   | 11   | 27    |
| 41  | Moto Club de São Luís | 14    | 0/1  | 3   | 10  | 5   | 13   | 36    |
| 42  | Campinense Clube      | 16    | 0/0  | 4   | 12  | 4   | 13   | 44    |